# Chad Herman
Chad Herman (ur. 25 maja 1992) – południowoafrykański lekkoatleta specjalizujący się w rzucie oszczepem.
Medalista mistrzostw Republiki Południowej Afryki (m.in. srebro w 2013). 
Rekord życiowy: 77,81 (15 marca 2017, Potchefstroom).